# Unione Sportiva Foggia 1936-1937
Questa voce raccoglie le informazioni riguardanti  l'Unione Sportiva Foggia nelle competizioni ufficiali della stagione 1936-1937.

## Rosa
| N. |                   | Ruolo | Calciatore          |
| -- | ----------------- | ----- | ------------------- |
|    | Italia (bandiera) | C     | Adelmo Baldi        |
|    | Italia (bandiera) | A     | Bruno Barbieri      |
|    | Italia (bandiera) | P     | Arturo Canè         |
|    | Italia (bandiera) | A     | Attilio Chiaruttini |
|    | Italia (bandiera) | A     | Armando Creziato    |
|    | Italia (bandiera) | D     | Paolo D'Argenio     |
|    | Italia (bandiera) | D     | Raffaele De Meo     |
|    | Italia (bandiera) | A     | Attilio Di Clemente |

| N. |                   | Ruolo | Calciatore           |
| -- | ----------------- | ----- | -------------------- |
|    | Italia (bandiera) | D     | Arcangelo Di Reda    |
|    | Italia (bandiera) | C     | Vito Natale Labate   |
|    | Italia (bandiera) | C     | Vincenzo Marsico     |
|    | Italia (bandiera) | P     | Ubaldo Narducci      |
|    | Italia (bandiera) |       | Raffaele Pertosa     |
|    | Italia (bandiera) | A     | Dante Rossi          |
|    | Italia (bandiera) | A     | Vittorio Scarnecchia |
|    | Italia (bandiera) | C     | Medoro Troisi        |